# Eleonore Tschakarowa
Eleonore Tschakarowa (bulgarisch Елеонора Чакарова, englische Schreibweise: Eleonore Tchakarova; * 29. Juli 1994 in Sofia) ist eine ehemalige bulgarische Tennisspielerin.

## Karriere
Tschakarowa spielte hauptsächlich Turniere auf der ITF Women’s World Tennis Tour, wo sie aber keinen Titel gewinnen konnte.
Zu Beginn ihrer Karriere spielte Eleonore hauptsächlich Einzel und wurde nationale bulgarische Meisterin der U16 und U18. Sie trat in drei Turnieren an, die mit 25.000 US-Dollar dotiert waren, dem Izida Cup, Varna Cup und Devin Cup und erreichte im Varna Cup 2012 zusammen mit ihrer Zwillingsschwester das Halbfinale.
2013 erreichte sie am 29. April mit Platz 1140 ihre beste Platzierung in der Einzelweltrangliste und spielte danach während ihrer College-Zeit Tennis in der Collegemannschaft.
Im Februar 2020 stand Eleonore Tschakarowa erstmals mit ihrer Zwillingsschwester Werginie im Finale eines ITF-Turniers. Sie unterlagen beim W15 in Cancún mit 2:6 und 2:6 Thaisa Grana Pedretti und Ingrid Gamarra Martins.
2021 standen die beiden Schwestern im Hauptfeld der mit 80.000 US-Dollar dotierten Mercer Tennis Classic, wo die beiden aber verletzungsbedingt zu ihrer Erstrundenbegegnung gegen Abbie Myers und Ivana Popovic nicht antreten könnten. Im Dezember erreichten die beiden Schwestern abermals ein ITF-Doppelfinale in Cancún, das sie mit 6:1, 6:72 und [7:10] gegen Stacey Fung und Ariana Arseneault verloren.
2022 im Mai standen die beiden im Hauptfeld der mit 60.000 US-Dollar dotierten ITF World Tennis Tour Orlando III, wo die beiden ihre Erstrundenbegegnung gegen Hanna Chang und Elizabeth Mandlik mit 4:6 und 1:6 verloren. Im Juli standen die beiden im Hauptfeld der mit 60.000 US-Dollar dotierten The Women’s Hospital Classic, wo sie ihre Erstrundenbegegnung gegen Kylie Collins und Ashlyn Krueger mit 1:6 und 1:6 verloren.
2023 standen die beiden Schwestern im Januar im Hauptfeld des mit 60.000 US-Dollar dotierten Vero Beach International Tennis Open, wo die beiden ihr erstes Match gegen Jada Hart und Alana Smith mit 1:6 und 1:6 verloren. Im Mai unterlagen sie beim W60 Naples mit 0:6 und 4:6 in ihrer Erstrundenbegegnung Kaitlin Quevedo und Akasha Urhobo. Anfang August standen sie im Hauptfeld des ebenfalls mit 60.000 US-Dollar dotierten Lexington Challenger, wo sie in der ersten Runde gegen die an Position drei gesetzten Marcela Zacarías und Renata Zarazúa mit 0:6 und 0:6 verloren.
Ihre beste Weltranglistenposition erreichte Eleonore Tschakarowa mit Platz 597 am 7. November 2022.

### College Tennis
Ab der Saison 2014/15 spielte Eleonore Tschakarowa zuerst für die Damentennismannschaft der Racers  der Murray State University, von 2015 an bis 2017 dann für die Mannschaft der Billikens der Saint Louis University.